# Ourguentch
Ne doit pas être confondu avec Kounia-Ourguentch.

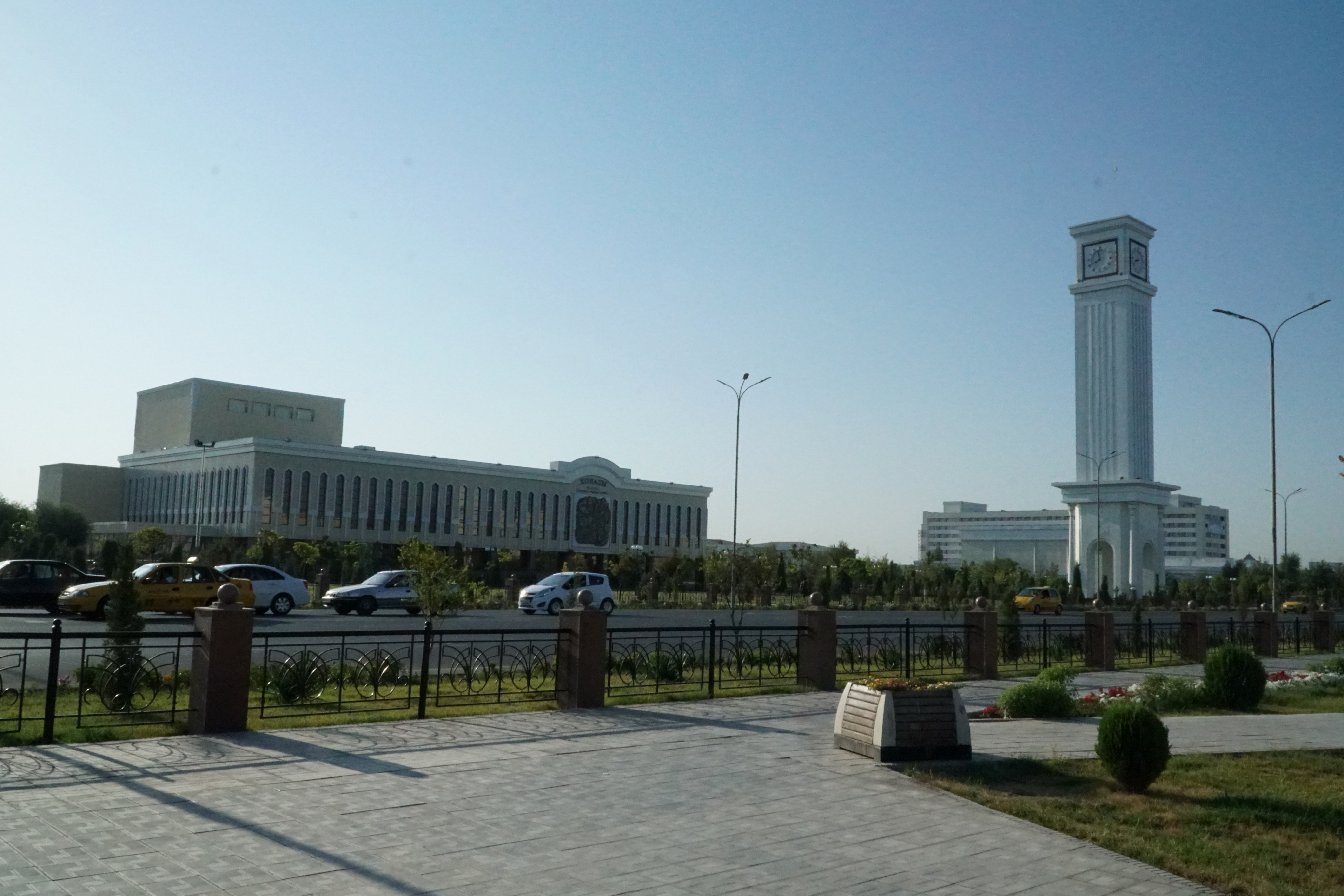

Ourguentch (en russe : Ургенч) ou Urganch (en ouzbek, en cyrillique : Урганч), ou Ourgandj, est une ville d'Ouzbékistan et la capitale administrative de la province de Khorezm. Elle est située à 725 km à l'ouest de Tachkent et à douze kilomètres à l'ouest des bords de l'Amou-Daria. Sa population s'élevait à 139 100 habitants en 1999 et à 190 300 en 2019.

## Histoire
Ourguentch est une ville de la province historique de Khwarezm (Khorezm), au sud de la mer d'Aral.
Elle ne doit pas être confondue avec la ville ancienne d'Ourguentch qui se trouve à 150 km de l'actuelle ville. Cette ville ancienne se nomme aujourd'hui Kounia-Ourguentch (en persan Gurgandj, en arabe Jurjâniya). Elle a donné son nom à l'organdi et était la capitale des Khwârazm-Shahs. Le grand médecin Ibn Sînâ (Avicenne) et le savant encyclopédiste al-Biruni y séjournèrent à la fin du Xe siècle. Elle fut dévastée en 1220 par les Mongols de Gengis Khan, puis abandonnée au milieu du XVIe siècle du fait d'un changement de cours de l'Amou-Daria. Son site se trouve dans l'actuel Turkménistan, à quelque 150 km de l'actuelle Ourguentch.
La ville actuelle a été fondée par les Russes dans la seconde moitié du XIXe siècle à l'emplacement d'un petit arrêt commercial sur la route de la soie appartenant auparavant au khanat de Khiva. Elle est fondée sous le nom de Novy-Ourguentch (La Nouvelle-Ourguentch), nom qu'elle a gardé pendant la période soviétique.
La ville actuelle d'Ourguentch est caractérisée par son architecture soviétique avec des grandes avenues, sa place centrale et des immeubles et édifices souvent décorés de motifs représentant la plante du coton. Ourgentch dispose d'hôtels, car, avec son aéroport, c'est la porte d'accès à Khiva dont la vieille ville d'Itchan Kala est inscrite au patrimoine mondial de l'Unesco.

## Population
| Année                          | 1926 | 1939 | 1959 | 1970 | 1976 | 1991 | 1999  | 2010  |
| Population, en milliers d'hab. | 5    | 22   | 44   | 76   | 91   | 130  | 139,1 | 135,1 |

90 % de la population sont Ouzbeks, 5 % Russes, 5 % Kazakhs, Turkmènes, Coréens, etc. ; les Allemands et les Juifs ont tous émigré à quelques exceptions à la fin du XXe siècle. Une grande partie des employés qualifiés russophones quitte la ville dans la décennie 1990-2000.

### Religions
La majorité de la population confesse l'Islam. Il existe une petite minorité orthodoxe russe et quelques catholiques regroupés dans la paroisse Notre-Dame.

## Climat
| Mois                                        | jan.       | fév.       | mars       | avril     | mai       | juin      | jui.    | août      | sep.    | oct.       | nov.     | déc.       | année      |
| ------------------------------------------- | ---------- | ---------- | ---------- | --------- | --------- | --------- | ------- | --------- | ------- | ---------- | -------- | ---------- | ---------- |
| Température minimale moyenne (°C)           | −5,8       | −4,4       | 2          | 8,9       | 14,6      | 19,1      | 20,6    | 18        | 11,7    | 5,3        | −0,3     | −4,5       | 7,1        |
| Température moyenne (°C)                    | −2         | 0,1        | 7,4        | 15,4      | 22,1      | 27,2      | 28,5    | 26        | 19,5    | 12,2       | 4,6      | −0,6       | 13,4       |
| Température maximale moyenne (°C)           | 2,6        | 5,5        | 13,6       | 22        | 29        | 34,4      | 35,8    | 34        | 27,8    | 20,3       | 10,6     | 4          | 20         |
| Record de froid (°C) date du record         | −26,1 1950 | −26,1 1951 | −17,2 1951 | −6,1 1960 | 1,1 1960  | 6,1 1951  | 10 1955 | 5 1978    | −1 1973 | −10,8 1987 | −20 1950 | −27,8 1952 | −27,8 1952 |
| Record de chaleur (°C) date du record       | 22 1979    | 31 1981    | 32,8 2018  | 38 1997   | 43,1 2021 | 43,5 2001 | 47 1975 | 46,4 1983 | 41 1997 | 35,3 1989  | 28 1979  | 21 1980    | 47 1975    |
| Précipitations (mm)                         | 19         | 23         | 27         | 24        | 20        | 7         | 3       | 2         | 4       | 12         | 20       | 24         | 185        |
| Record de pluie en 24 h (mm) date du record | 40 2006    | 43 2011    | 44 2014    | 31 2018   | 26 1998   | 23 1957   | 11 1968 | 11 1941   | 22 1979 | 25 2000    | 54 1993  | 26 2004    | 54 1993    |
| Nombre de jours avec précipitations         | 2,8        | 3          | 2,6        | 3,8       | 2,4       | 1,8       | 0,5     | 1         | 0,7     | 1,5        | 3,2      | 1,5        | 24,8       |
| Humidité relative (%)                       | 80         | 74         | 68         | 51        | 41        | 39        | 41      | 46        | 51      | 56         | 65       | 77         | 57         |

| Diagramme climatique                                  |           |         |         |          |           |           |       |           |           |            |         |
| J                                                     | F         | M       | A       | M        | J         | J         | A     | S         | O         | N          | D       |
| 2,6−5,819                                             | 5,5−4,423 | 13,6227 | 228,924 | 2914,620 | 34,419,17 | 35,820,63 | 34182 | 27,811,74 | 20,35,312 | 10,6−0,320 | 4−4,524 |
| Moyennes : • Temp. maxi et mini °C • Précipitation mm |           |         |         |          |           |           |       |           |           |            |         |

## Économie
L'économie de la ville est basée à la fin du XXe siècle sur des usines de machines agricoles fourragères, de traitement du coton, de machines d'extraction de l'huile de coton, de réparation d'excavateurs et de réparation de pneus, ainsi que de fabriques de soie, de fabriques textiles et de production de matériaux de construction.

## Transports
La ville dispose de lignes d'autobus et de trolleybus, ainsi que de taxis collectifs (marchroutka). C'est la seule ville d'Asie centrale à exploiter une longue ligne de trolleybus de 31,3 kilomètres qui la relie à Khiva.
La ville possède un aéroport au statut international, avec des vols réguliers en partance pour Tachkent, Moscou, Saint-Pétersbourg et des lignes charters pour touristes.
Elle est reliée au chemin de fer par la ligne Turkmenabad-Beïnéou.

## Personnalités
- Anna German (1936-1982), chanteuse